# Church of the Strangers
A Church of the Strangers egyház (Az Idegenek Egyháza), amely a 16. században létezett Nyugat-Európában, és a 19. század közepén, a huszadik század első felében éledt újjá Amerikában és Európában. Mára azonban lényegében eltűnt, beolvadt más mozgalmakba, de nagy hatással volt az unitariánus és presbiter egyházakra.

## Megalakulása

### Anglia a 16. században
Az 1550-es években Angliába is elértek az unitárius a hagyományok Church of the Strangers (a továbbiakban CotS) által. A CotS-re komoly hatást gyakoroltak a szociniánusok (Faustus Socinus követői), az Anglikán Egyház ellenfelei is hozzájuk csapódtak. Az unitariánus nézetek terjedése ellenérzést váltott ki; John Biddle – az angol unitarianizmus atyja – több időt töltött börtönben és száműzetésben a hitéért, mint szabadon. Nem volt külön unitárius gyülekezet, míg 1774-ben Theophilus Lindsey meg nem alakította az Essex Street Chapel egyházat. Az üldöztetés nem szűnt meg, az egyház hívei valószínűleg szétoszlottak.

### A strassburgi Church of the Strangers és a svájci reformáció a 16. században
Strassburgban Kálvin János képviselte a reformációt, a Genfben alkalmazott modell szerint szervezte az egyházat; a lelkipásztori hivatalt és a teológiai szaktudósi feladatokat egyesítette. Az első gyülekezetet francia  menekültek alkották, de hamarosan nagy francia és német tömeget vonzott tanítása (kapcsolatban álltak a Marian menekültekkel). Heti négy prédikációt tartott és Biblia-tanulmányozásokat vezetett. A hit terjedt, sok anabaptistát térített meg, de konfliktusba került a türannosz pápával.
Ez a Church of the Strangers egyház részének tartott gyülekezet szervezése csupán 25 évig tartott, mivel kiirtotta a szektariánus vakbuzgóság. 1563. augusztus 19-én végleg betiltották a reformációt a városban. Az egyház szervezeti felépítésének modelljét Luther Márton továbbvitte.

### 19. század, Boston
Új-skóciai bevándorlók alapították újra az egyházat. Dolgozni érkeztek Amerikába, de úgy érezték, hogy nem tudnak Isten imádata nélkül élni. Az Új Világban virágzott a háromságot elvető, az Úr és Krisztus különbözőségét valló Unitariánus Egyház, de a skótok erős presbiter háttérrel nézeteiket nem fogadhatták el maradéktalanul. A New York-i Associate Reformed Synod gyülekezetből Alexander Blaikie érkezett a bostoniak támogatására 1846 májusában. Washington Street 26. szám alatt felépítettek egy összejöveteli helyet, itt a Sion Kunyhójában gyűltek össze, akik skót prédikációt kívántak hallani. Hamarosan egy 500 főt befogadni képes új épületet is felhúztak.
A tanítás nem volt teljesen egységes, de a görög vita-alapú tanítási és kutatási módszereket alkalmazták.
George Frederick Root (1820-1895), a későbbi híres zenész és zeneszerző is a bostoni Church of the Strangers gyülekezetben zenélt.

## Kiterjedése

### Charles Deems, New York
Dr. Charles Force Deems a metodista gyökerű Episzkopális Egyház ministránsa volt 1866-tól a haláláig, 1893-ban a Church of the Strangers pásztora lett. Ez egy független gyülekezet volt New York városában, padlásszobákban gyűltek össze. Phoebe Caryjel, a híres költővel együtt jelentették meg a Hymns for All Christians kötetet. Cary három és testvére, Alice négy szerzeménye az egyház hivatalos himnuszai közé tartozik. Cornelius Vanderbilt (1794-1877), Amerika leggazdagabb embere elkezdte dr. Deems prédikációit hallgatni; csodálta, hogy nem kér tőle pénzt és hamarosan a gyülekezet tagja lett. Minden gyerek ismerte Vanderbilt-et (becenevén Commodore) és úgy gondolták, hogy hozzá hasonlóan tanulás nélkül is könnyen gazdaggá válhat az ember; Deems tanácsára Vanderbilt 1875-ben egyetemet (Central University) alapított, amely később felvette alapítója nevét. Mivel a Morva Egyház nem rendelkezett erős vezetőkkel, a Déli Metodistákat hívták segítségül; Bishop Holland N. McTyeire lett az egyetem igazgatója. Vanderbilt nem szeretett adakozni, de 50,000 dollárt adott a Church of the Strangersnek és egymillió dollárt fektetett be az egyetem létrehozásába.
Sok hívő a vasúttársoságok dolgozóiból került ki, az egyetem tanulóit is az egyház szemléletére tanították. Charles híres volt élvezetes előadásairól, gyakran szuperlatívuszokban beszélt. Aláírta az amerikai elnöknek írt tiltakozó nyilatkozatot a zsidó állam helyreállításáért.
1879-től Nelson H. Barbour – Charles Taze Russell korábbi követője – is gyülekezeteket alapított szerte az angolszász országokban.
Azonban dr. Deems 1893. november 18-án meghalt.

## Egyéb jelentések
Az angol terminológiában a különböző protestáns gyülekezeteket, felekezeteket összefoglaló néven „Stranger churches”-nek (idegen egyházak) nevezték a reformáció idejében. Hasonlóképpen használták a franciák is az „étranger” kifejezést.

## "Deems Memorial" Church of the Strangersemlékhelyek aNew York-iManhattanben
- 309 West 57th Street, III/42s Möller, Op. 1569 (1913)
- Mercer Street at Waverly Place (orig. Mercer Street Presbyterian Church)